# スザンネ・グリュッツマン
スザンネ・グリュッツマン（Susanne Grützmann, 1964年 - ）はドイツのピアニスト。
ライプツィヒに生まれ、ベルリンで後に夫となるディーター・ツェヒリンに師事する。1984年バッハ国際コンクール第2位、1989年ミュンヘン国際音楽コンクール第1位。ソリストとして国内外で活躍し、またライプツィヒ・ゲヴァントハウス管弦楽団、ドレスデン・フィルハーモニー管弦楽団をはじめ多くのオーケストラと協演する。特にショパンの前奏曲集、シューマンの交響的練習曲、クララ・シューマンのピアノソナタ全曲集の録音で知られる。1987年からベルリン・ハンス・アイスラー音楽大学で教職に就き、1998年から2002年まで客員教授、また2004年から2005年までケルン音楽大学の教授を務める。